# Five Nights at Freddy's: Sister Location
Five Nights at Freddy's: Sister Location (còn gọi là Five Nights at Freddy's 5) là một trò chơi video trỏ và nhấp, kinh dị sinh tồn do Scott Cawthon sáng tạo. Đây là phần chính thứ năm của loạt Five Nights at Freddy's. Trò chơi phát hành lần đầu ngày 7 tháng 10 năm 2016 trên Steam và Game Jolt, một bản chuyển di động đã được phát hành cho Android ngày 22 tháng 12 năm 2016 và cho iOS ngày 3 tháng 1 năm 2017. Các bản chuyển cũng đã được phát hành cho Nintendo Switch, Xbox One và PlayStation 4.
Trò chơi khác ở một số điểm so với các phần trước của Five Nights at Freddy’s. Thay vì bị giới hạn trong một phòng duy nhất, người chơi có thể di chuyển giữa các phòng, mỗi phòng có mục tiêu khác nhau mà họ phải thực hiện. Trong suốt trò chơi, người chơi tương tác với một dàn nhân vật được nhân hóa mới, trọng tâm của trò chơi là một đồ chơi giống như trẻ em tên là Circus Baby.
Trò chơi nhận được nhiều đánh giá trái chiều từ các nhà phê bình, nhiều người khen ngợi cốt truyện và lồng tiếng nhưng chỉ trích một số khía cạnh trong lối chơi. Phần tiếp theo là Freddy Fazbear's Pizzeria Simulator đã phát hành ngày 4 tháng 12 năm 2017.

## Lối chơi
Phần lớn lối chơi trong Five Nights at Freddy's: Sister Location đều loại bỏ khía cạnh sinh tồn của các trò chơi trước. Thay vì ở yên một chỗ và ngăn cản những nhân vật như người khác tấn công mình thì người chơi phải di chuyển từ phòng này sang phòng khác để hoàn thành một loạt các mục tiêu thay đổi trong mỗi năm đêm.
Các minigame sau-khi-chết trở lại từ bản Five Nights at Freddy's 2; khi một trò chơi kết thúc, người chơi có thể có cơ hội chơi một trò chơi nhỏ 8-bit. Trong Sister Location, Circus Baby phải đưa bánh nướng nhỏ cho trẻ em và sau đó mang kem ốc quế đến cho một bé gái, kết cục là bé gái đã chết. Hoàn thành minigame này sẽ cấp quyền truy cập vào màn chơi bí mật của Đêm 5; một trò chơi gần như tái tạo lại bản gốc Five Nights at Freddy's với lối chơi sinh tồn.
Hoàn thành cả năm đêm sẽ mở khóa các tính năng bổ sung: hình ảnh và bản thiết kế hoạt ảnh của trò chơi, cách chế tạo, bản đồ của cơ sở và quyền truy cập vào minigame của Circus Baby. Kể từ bản cập nhật ngày 1 tháng 12 năm 2016, việc dọn dẹp cả đêm cũng mở khóa chế độ Ban đêm tùy chỉnh, được đặt trong phiên bản sửa đổi của căn phòng bí mật Đêm 5. Người chơi có thể chọn chế độ và cài đặt độ khó, đối mặt với các hoạt ảnh mới, và phải tiết kiệm cả nguồn cung cấp năng lượng và oxy để tồn tại. Hoàn thành các chế độ này cho phép người chơi xem một loạt các đoạn phim cắt cảnh được tuyên bố là một phần của loạt chính thức; tất cả ngoại trừ cảnh cuối cùng đều ở độ phân giải 8-bit.
Một hệ thống thành tích biểu trưng dưới dạng bốn sao, có được bằng cách mở khóa cả hai phần cuối của trò chơi, hoàn thành mini-game Circus Baby và hoàn thành độ khó khó nhất trong mỗi đêm cài đặt tùy chỉnh từ trước. Việc hoàn thành từng cài đặt ban đêm trên mỗi chế độ sẽ mang lại ngôi sao riêng trong chế độ ban đêm cụ thể.
Giống như tất cả các trò chơi Five Nights at Freddy's, việc không thể bảo vệ bản thân khỏi các nhân vật hoạt hình thù địch sẽ dẫn đến việc bị hù.

## Phát triển
Tháng 4 năm 2016, Cawthon đã phát hành vài hình ảnh ngắn của trò chơi trên trang web mang tên Five Nights at Freddy's: Sister Location, có hoạt ảnh giống chú hề, được tiết lộ tên là "Circus Baby". Một số hình ảnh tiếp theo tiết lộ các nhân vật khác và gợi ý về nguồn gốc của chúng.
Đoạn giới thiệu của trò chơi đã phát hành trên trang YouTube chính thức của Cawthon với các hoạt hình và địa điểm mới. Ngày phát hành sau đó được xác nhận là ngày 7 tháng 10 năm 2016.
Tháng 8, một hình ảnh ngắn đã được đăng trên trang web của Cawthon với dòng chữ "Bị hủy bỏ. Do rò rỉ." Điều này ban đầu được thực hiện để chỉ ra rằng bản thân trò chơi đã bị hủy, do một trong những giọng nói của animatronics của trò chơi bị rò rỉ, cụ thể là của Ballora. Tuy nhiên, nó nhanh chóng được tiết lộ là một phần của cốt truyện, khi tăng độ sáng của bức ảnh lên sẽ thấy một bài báo hư cấu, thảo luận về việc địa điểm trong trò chơi đã bị đóng cửa do rò rỉ "khí ga".
Ngày 4 tháng 10 năm 2016, Cawthon đã đăng trên diễn đàn Cộng đồng Steam, nói rằng trò chơi có một cốt truyện rất đen tối và có thể không thân thiện với trẻ em. Đối với điều này, ông nói có thể phải làm thêm trong vài tháng nữa, để làm cho trò chơi và câu chuyện của nó phù hợp hơn với những người chơi trẻ tuổi, tuy nhiên, điều này hóa ra chỉ là một trò lừa bịp, khi ông phát hành phiên bản "trưởng thành" vào ngày 6 tháng 10 năm 2016. Trò chơi chính thức sau đó phát hành trên Steam ngay ngày hôm sau.
Ngày 17 tháng 10 năm 2016, Cawthon thông báo trên trang web của mình và trang Steam của trò chơi rằng một Đêm tùy chỉnh không phải canon sẽ được thêm vào trò chơi vào tháng 12 và bản cập nhật sẽ phát hành trước phiên bản gốc. Bản này phát hành ngày 1 tháng 12 năm 2016.
Ngày 22 tháng 12 năm 2016, một bản chuyển lên di động dành cho thiết bị Android đã được phát hành trên Cửa hàng Google Play. Ngày 3 tháng 1 năm 2017, một bản chuyển di động dành cho thiết bị iOS đã được phát hành trên App Store. Ngày 18 tháng 6 năm 2020, phát hành bản chuyển cho Nintendo Switch trên Nintendo eShop. Ngày 10 tháng 7 năm 2020, phát hành bản chuyển cho Xbox One. Ngày 21 tháng 7 năm 2020, phát hành bản chuyển cho PlayStation 4.

## Đánh giá
Five Nights at Freddy's: Sister Location nhận được nhiều ý kiến trái chiều và tích cực từ các nhà phê bình. Metacritic đánh giá 62/100 điểm cho trò chơi. Destructoid đánh giá nó 6 trên 10, trong khi GameCrate đánh giá 7,50 trên 10. Shelby Watson của The All State đánh giá tích cực về trò chơi, với lý do chất lượng của game tương đương phần đầu tiên, nhưng có điểm không giống, không bao giờ cho phép người chơi vận hành cơ chế trên bộ nhớ thể chất. Cô viết, "...mỗi đêm đều khác biệt, không đem lại sự thoải mái về mặt cơ chế, đến mức cảm thấy nó giống như bản chất thứ hai. Trò chơi thay đổi quá nhiều, bạn buộc phải thích nghi và luôn canh cánh trong lòng, chờ đợi điều gì sẽ đến." TechRaptor đánh giá trò chơi 9/10, gọi game "thực sự đáng sợ" với "cách kể chuyện tuyệt vời" và khen ngợi phần lồng tiếng